# Willie Roaf
Pour les articles homonymes, voir Roaf.
College Football Hall of Fame 2014
Pro Football Hall of Fame 2012
(en) Statistiques sur pro-football-reference
William Layton Roaf, né le 18 avril 1970 à Pine Bluff (Arkansas), est un joueur de football américain ayant évolué au poste d'offensive tackle.

## Biographie
Il étudia à la Louisiana Tech University où il fit un passage remarqué, finissant sa dernière année comme finaliste du Outland Trophy.
Roaf fut drafté en 1993 à la 8e place (premier round) par les Saints de La Nouvelle-Orléans. Il fit en grande partie sa carrière dans cette franchise avant d'être échangé aux Chiefs de Kansas City en mars 2002 contre un choix au draft suivant.
Il fut sélectionné onze fois au Pro Bowl (1994, 1995, 1996, 1997, 1998, 1999, 2000, 2002, 2003, 2004 et 2005), manquant juste le Pro Bowl 2001 à cause d'une blessure.
Désigné par les votants du Pro Football Hall of Fame, il fait partie de l'équipe NFL de la décennie 1990. Il fait également partie du Arkansas Sports Hall of Fame depuis 2007.